# Epiphone Casino
Die Epiphone Casino (auch Epiphone Casino ES-230T und Epiphone Casino ES-230TD) ist ein E-Gitarren-Modell, das im Jahr 1961 von der Firma Epiphone, Tochterfirma des US-amerikanischen Musikinstrumentenherstellers Gibson vorgestellt wurde. Die Casino ist eine Thinline-Gitarre mit flachem, hohlem Korpus. Als Vorlage diente das Gitarren-Modell Gibson ES-330 von 1959, dem die Casino weitgehend gleicht. Besondere Bekanntheit erlangte die Casino durch John Lennon, Paul McCartney und George Harrison. Die drei Mitglieder der englischen Pop- und Rockband The Beatles legten sich in den Jahren 1964 und 1966 je ein Exemplar des Modells zu. Die Musiker spielten die Casino bei Aufnahmen der Band im Tonstudio sowie bei Bühnenauftritten. Die Epiphone Casino wurde von 1961 bis 1970 sowie von 1994 bis in die Gegenwart hergestellt; der größte Teil der Auflage wird seit 1994 in asiatischen Ländern gefertigt – hauptsächlich in China, Japan und in Südkorea.

## Konstruktionsform

### Korpus und Hals
Die Epiphone Casino ist eine Halbresonanzgitarre mit vollständig hohlem Korpus (englisch: Hollowbody) als Resonanzkörper. Die Bauteile des Korpus, Decke, Zargen und Boden bestehen bei jüngeren Instrumenten aus laminiertem Ahornholz. Die Instrumente der ersten Generation (ergänzende Modellbezeichnung ES-230T – das T steht für Thinline) hatten eine Decke aus Fichtenholz; bis 1970 wurde für die Decke ein Laminat aus Ahorn- und Birkenholz verwendet. Decke und Boden werden vor dem Zusammenbau der Korpusteile unter heißem Wasserdampf in eine gewölbte Form gepresst (Archtop). Durch die schmalen, etwa vier Zentimeter breiten Zargen ist der Korpus flach; eine Bauweise, welche die Gibson-Bezeichnung Thinline trägt. Diese Bauform war von Gibson im Jahr 1955 mit den Modellen Gibson Byrdland und Gibson ES-350T eingeführt worden. Die umlaufenden Korpuskanten sind auf Vorder- und Rückseite des Instruments mit einem schmalen weißen Streifen aus Kunststoff eingefasst (engl.: Binding), der neben seiner dekorativen Wirkung die Kanten vor leichteren Stößen schützen soll. In die Decke der Casino ist links und rechts je ein Schallloch eingelassen, das die für Gitarren dieser Bauweise typische f-Form hat. Der achsensymmetrisch aufgebaute Korpus der Casino hat im Oberbug auf beiden Seiten des Halses einen Einschnitt (engl.: Cutaway), um das Greifen der Saiten auf den hohen Lagen des Griffbretts zu erleichtern.
Der Hals des Gitarrenmodells ist aus Mahagoni gefertigt und trägt ein aufgeleimtes Griffbrett aus Palisanderholz. Das Griffbrett hat 22 Bünde. Als Bundmarkierer dienten bei der Erstauflage des Modells Intarsien in Punktform, ab etwa 1964 wurden diese durch Einlagen aus Zelluloid in Form von Parallelogrammen ersetzt. In den Hals eingelassen ist ein verstellbarer Halsspannstab aus Metall. Dieser dient der Justierung der Halskrümmung, die durch den Zug der aufgespannten Gitarrensaiten aus Stahl verursacht wird. Am oberen Ende des Halses ist der Halsspannstab mit einer Innensechskant-Schraube versehen; mittels eines Inbusschlüssels kann daran die Spannung des Halsspannstabs und damit die Halskrümmung eingestellt werden.
Um die Stabilität der Verbindung des Halses mit dem Hohlkorpus zu gewährleisten, ist der Hals der Epiphone Casino tiefer in den Korpus eingeleimt als bei Halbresonanzgitarren mit stabilisierendem Holzblock (engl.: Center block oder Sustain block) in der Mitte des Korpus – wie beispielsweise bei der Gibson ES-335. Die Hals-Korpus-Verbindung setzt bei der Casino am 16. Bund an; bei Halbresonanz-Modellen mit Center block ist es bei Gibson- und Epiphone-Gitarren der 19. Bund. Aufgrund des tiefer eingeleimten Halses hat die Casino eine um fünf Zentimeter geringere Gesamtlänge als Modelle mit Center block.
Die Kopfplatte der Casino ähnelt ebenso wie bei mehreren anderen Epiphone-Modellen im Umriss der typischen Form der Gibson-Kopfplatten, ist jedoch langgestreckter als diese und hat eine stärker ausgeprägte Taille (Die Instrumente der ersten Modellgeneration hatten eine Standard-Gibson-Kopfplatte). Die achsensymmetrisch aufgebaute, schwarz lackierte Kopfplatte trägt die sechs metallenen Stimmmechaniken in „3:3“-Anordnung, den eingelegten Epiphone-Firmenschriftzug sowie am unteren Rand eine aufgeschraubte glockenförmige Kunststoff-Abdeckplatte für die Schraube zum Einstellen des Halsspannstabs. Die Abdeckplatte ist mit dem Firmenlogo verziert. Der Sattel zwischen Kopfplatte und Griffbrett der Casino ist aus weißem Kunststoff.

### Hardwareund elektrische Ausstattung

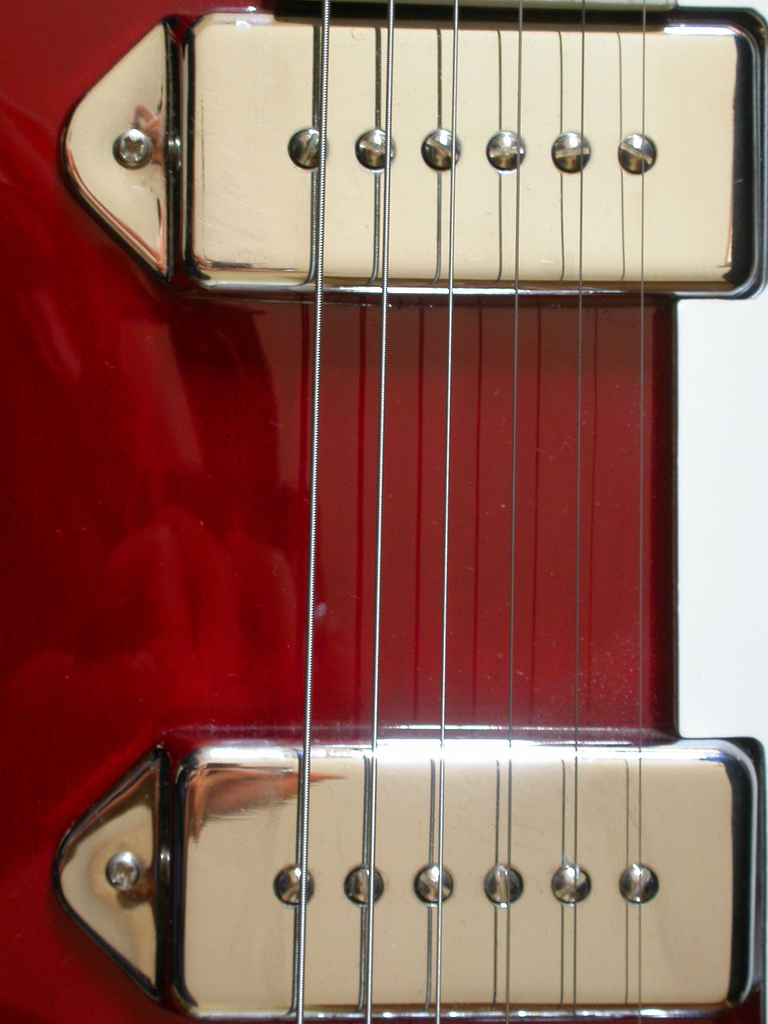
Die beiden P-90 Dogear-Tonabnehmer einer Epiphone Casino, mit vernickelten Kappen

Die Erstauflage der Epiphone Casino ist mit einem einzelnen elektromagnetischen Tonabnehmer in Einzelspulen-Bauweise (engl.: Single Coil) ausgestattet. Dieser Tonabnehmer, das von Gibson im Jahr 1948 entwickelte Modell P-90 mit schwarzer Kunststoff-Kappe, ist in der Korpusmitte unter den Saiten montiert. Seit der Anfang der 1960er-Jahre vorgestellten zweiten Modellgeneration tragen die Casino-Gitarren zwei P-90-Tonabnehmer – je ein Exemplar direkt am unteren Ende des Griffbretts („Halsposition“) und am Steg („Stegposition“). Diese Tonabnehmer haben als Abdeckung Kappen aus vernickeltem Metall (siehe nebenstehendes Foto). Die Modellbezeichnung wurde zu ES-230TD geändert – Thinline Double (Pickup). Die einzelspuligen P-90-Tonabnehmer erzeugen einen „helleren“ Ton mit größerem Anteil höherer Frequenzen als die bei E-Gitarren mit Center block meist verwendeten doppelspuligen Tonabnehmer des Typs Humbucker. Neben den Tonabnehmern der Casino ist ein Schlagbrett (engl.: Pickguard) auf der Instrumentendecke befestigt, das den Korpuslack vor Beschädigungen beim Spielen der Gitarre schützt. Bei der Erstauflage bestand dieses aus Schildpatt-Imitat, alle weiteren Generationen der Casino haben ein Schlagbrett aus weißem Kunststoff und tragen das „E“-Logo von Epiphone.
Das elektrische Signal der beiden Tonabnehmer kann mit insgesamt vier in der Instrumentendecke am rechten Unterbug montierten Drehreglern (Potentiometer) reguliert werden; für jeden Tonabnehmer steht ein Klangregler und ein Lautstärkeregler mit hutförmigem Drehknopf zur Verfügung. Ein dreistufiger Kippschalter neben den Drehreglern ermöglicht die Anwahl der Tonabnehmer; diese können jeweils einzeln oder zusammen eingeschaltet werden. Eine Buchse am unteren Rand der Decke dient der Aufnahme des Klinkensteckers eines Gitarrenkabels – zum Anschließen des Instruments an einen elektrischen Gitarrenverstärker. Durch den hohlen Korpus ist die Epiphone Casino bei höheren Lautstärken des Verstärkers anfälliger für akustische Rückkopplungen (engl.: Feedback) als E-Gitarren mit teilmassivem oder vollmassivem (Solidbody-)Korpus.
Der metallene, ebenfalls vernickelte Steg der Casino ist vom Gibson-Typ Tune-o-Matic; dieser ermöglicht die Einstellung der Saitenhöhe sowie die einzelne Einstellung der Oktavreinheit für jede der sechs Saiten. Die unteren Enden der Saiten werden in einen trapezförmigen Saitenhalter (engl.: Trapeze tailpiece) eingehängt. Dieser aus einem vernickelten Metallbügel bestehende Saitenhalter ist mit einer Schraube am unteren Rand der Zarge befestigt. Eine Teilauflage der Epiphone Casino ist statt des Trapez-Saitenhalters mit einem Vibratosystem des Herstellers Bigsby Guitars ausgestattet.

## Die Epiphone Casino und die Beatles

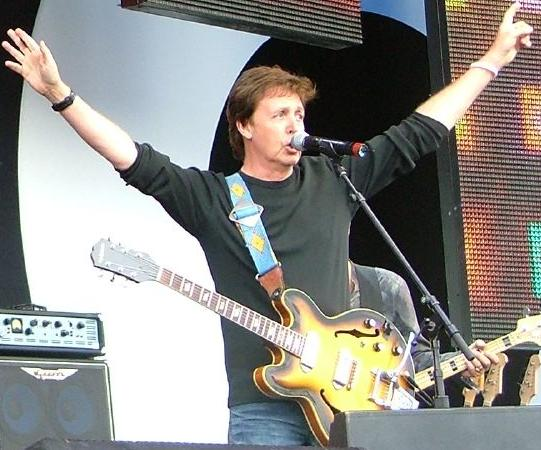
Paul McCartney mit Epiphone Casino bei einem Live-Auftritt 2004

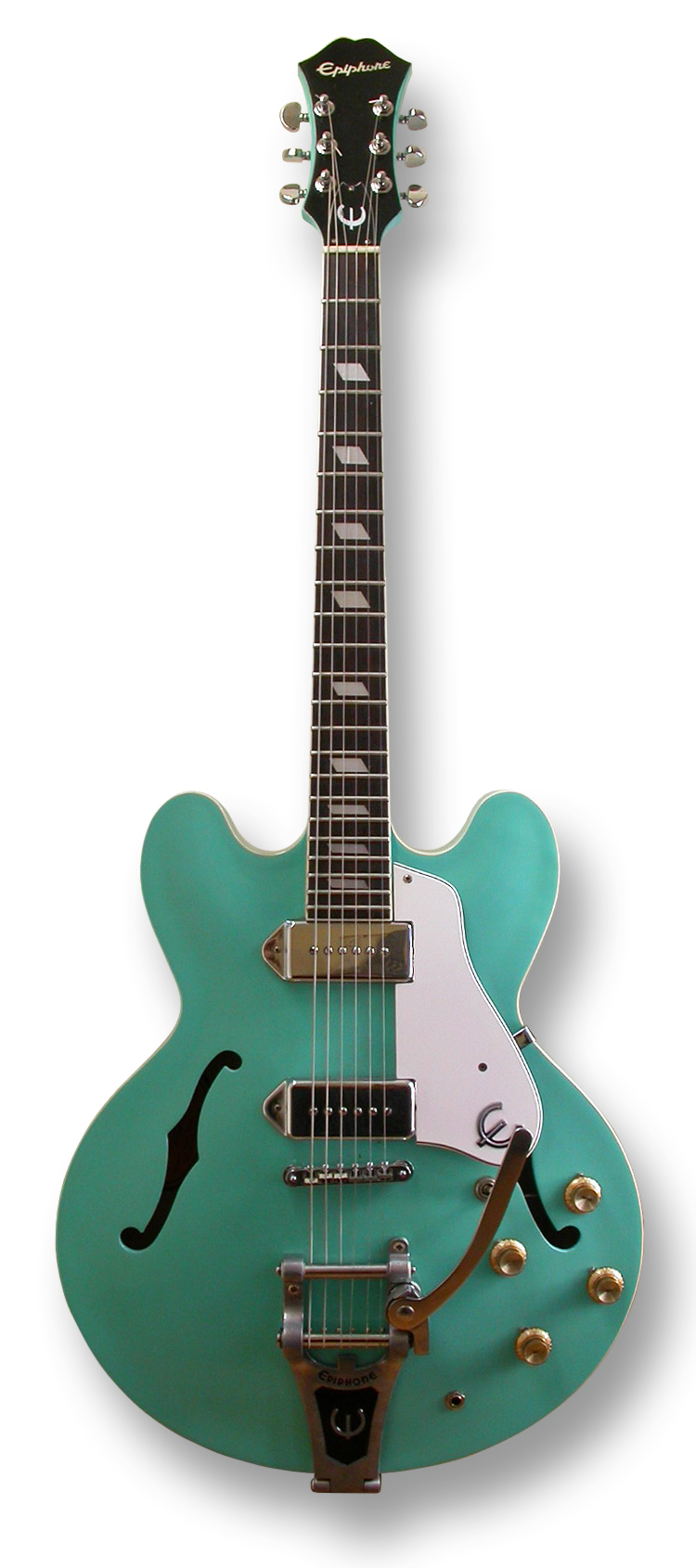
Eine Casino mit Bigsby-style Vibratosystem

Zu den berühmtesten Musikern, die die Epiphone Casino benutzten, zählen John Lennon, George Harrison und Paul McCartney. Die drei Beatles-Mitglieder legten sich je ein Exemplar des Modells in den Jahren 1964 und 1966 zu; McCartney als Erster im Dezember 1964; er erstand in der Charing Cross Road in London ein Rechtshänder-Modell, Baujahr 1962, mit der Epiphone-Seriennummer 84075. McCartneys und Harrisons Exemplare der Gitarre sind mit einem Bigsby-Vibratosystem ausgestattet, Lennons Casino hat den standardmäßigen trapezförmigen Saitenhalter. McCartney nahm einige Änderungen an seiner Gitarre vor, um sie als Linkshänder spielen zu können – Anpassung von Sattel und Steg, Entfernen des Schlagbretts, Versetzen des Befestigungsknopfs für einen Gitarrengurt von der linken auf die Zarge des rechten Cutaways.
Lennon und Harrison, die sich ihre Epiphone Casinos im Frühjahr 1966 gekauft hatten, spielten das Modell unter anderem bei den letzten Tournee-Auftritten der Beatles im Jahr 1966. Dazu zählen unter anderem die BRAVO-Beatles-Blitztournee durch drei deutsche Städte im Juni des Jahres sowie der letzte offizielle Live-Auftritt der Beatles am 29. August 1966 im Stadion Candlestick Park in San Francisco. Auch auf dem im selben Jahr veröffentlichten Studioalbum Revolver setzten die Beatles ihre Casino-Gitarren ein. Zu den Beatles-Titeln, bei denen die Casino von Paul McCartney im Tonstudio verwendet wurde, zählen unter anderem Ticket to Ride (auf dem Album Help! 1965), Paperback Writer und Taxman (Album Revolver, 1966) und Good Morning Good Morning (Album Sgt. Pepper’s Lonely Hearts Club Band, 1967).
Besonders John Lennon benutzte bei den Beatles seit etwa 1966 und während seiner auf den allmählichen Zerfall der Gruppe ab 1969 folgenden Solokarriere hauptsächlich seine Casino. Im Jahr 1968 hatte er seine Gitarre nach eigenen Bedürfnissen modifizieren lassen. Unter anderem entfernte er das Schlagbrett und ließ (ebenso wie auch Harrison) die ursprüngliche, orange-bräunliche Sunburst-Lackierung des Korpus abbeizen und durch eine dünn aufgetragene farblose Mattlackierung ersetzen. Das Umlackieren sollte den Klang verbessern und das Holz der Gitarre zur Geltung bringen. Zitat George Harrison: „Sobald man die Farbe und den Lack bis auf das Holz entfernt, scheinen sie plötzlich zu atmen.“ Ein bedeutendes Zeitdokument, in dem Lennon mit seiner Casino zu sehen und zu hören ist, sind die Filmaufnahmen vom letzten Live-Auftritt der Beatles am 30. Januar 1969 auf dem Dach des Gebäudes ihrer Firma Apple Corps, später bekannt geworden unter der Bezeichnung Rooftop Concert (dt.: „Dachkonzert“).
Ende der 1990er-Jahre widmete Epiphone Lennon ein Sondermodell, die Casino Revolution; so benannt nach dem Beatles-Stück Revolution 1 auf dem 1968 erschienenen Album The Beatles, auf dem die Gitarre in herausragender Weise zu hören ist. Die Epiphone Casino Revolution ist bis ins Detail Lennons modifizierter Gitarre nachempfunden. Das Beatles-Museum The Beatles Story im englischen Liverpool zeigt in seiner Dauerausstellung einen detailgetreuen Nachbau von Lennons Casino, ausgestellt im Imagine Room des Hauses (siehe Foto rechts). Das Original von John Lennons Epiphone Casino ist Eigentum seiner Witwe Yoko Ono und befindet sich als Leihgabe im John Lennon Museum in Tokio.
Paul McCartney spielt die von ihm im Jahr 1964 erstandene Epiphone Casino bis in die Gegenwart bei Live-Auftritten (etwa 2015 beim Robin Hood Benefit in New York) und bei Aufnahmen im Studio. In einem Interview für den britischen Radiosender BBC im Jahr 1996 sagte McCartney: „Wenn ich mir eine elektrische Gitarre aussuchen müsste, dann diese.“